# Искуства изласка из тела
Искуства изласка из тела (енгл. Out-of-body experience) је назив за искуство које подразумева излазак душе из људског тела, а у неким случајевима и да душа види своје беживотно тело. 
Термин је уведен 1943. од стране Џорџа Н. М. Тирела који је овај феномен описао у својој књизи, книжевнице Силије Грин, и Роберта Монроа. Овај феномен може бити изазван можданим траумама, дрогама, дехидрацијама, и стимулацијама мозга. Према проценама, сваки десети човек доживи овакво искуство неколико пута у свом животу.